# 吳達秀
吳達秀（韩语：／，1968年6月15日—），韓國男演員。中文媒体亦将其名字写作吳達庶、吴达洙。

## 演出作品

### 電視劇
- 2009年：SBS《Dream》飾演 李永出
- 2012年：SBS《蠑螈道士和影子操作團》飾演 先達
- 2016年：tvN《Entourage》特別出演
- 2022年：Disney+《地下菁英》飾演 李浚丘
- 2024年：Netflix《魷魚遊戲2》飾演 朴船長
- 2025年：Netflix《魷魚遊戲3》飾演 朴船長
- 2025年：Disney+《下流大盜》飾演 西裝店老闆（特別出演）

### 電影
- 2003年：《原罪犯》飾演 哲雄
- 2004年：《總統的理髮師》飾演 安氏
- 2005年：《甜蜜的人生》飾演 明具
- 2005年：《哭泣的拳頭》飾演 容大
- 2005年：《親切的金子》飾演 張氏
- 2005年：《麻婆島》飾演 申思張
- 2006年：《淫亂書生》飾演 黃佳
- 2006年：《毆打誘發者》飾演 吳根
- 2006年：《堤防傳說》飾演 那尚春
- 2006年：《愛在那年盛夏》飾演 南均秀
- 2006年：《駭人怪物》
- 2007年：《Go Go Sister》
- 2007年：《優雅的世界》飾演 賢洙
- 2008年：《猛男誕生記（朝鲜语：가루지기）》飾演 卞強木
- 2009年：《影子殺人》飾演 英達
- 2009年：《饑渴誘罪》飾演 榮斗
- 2010年：《情慾對決》飾演 馬盧仁
- 2010年：《麻煩終結者》飾演 崔相哲
- 2010年：《佳節》
- 2011年：《朝鮮名探長：烈女門秘辛》飾演 韓西弼
- 2011年：《頭條》
- 2011年：《藍鹽》
- 2011年：《我爱你（朝鲜语：그대를 사랑합니다 (영화)）》飾演 達秀
- 2012年：《盜賊門》飾演 安德魯
- 2012年：《R2B：獵鷹行動》飾演 閔東弼
- 2012年：《共謀者》飾演 慶載
- 2012年：《醜小鴨》飾演 雅伯智
- 2012年：《胡狼來了》飾演 馬勝基
- 2013年：《7號房的禮物》飾演 蘇楊浩
- 2013年：《帕帕羅蒂》飾演 張德生
- 2013年：《辯護人》飾演 朴東浩
- 2014年：《海賊：汪洋爭霸》飾演 韓尚質
- 2014年：《Slow Video》飾演 炳秀
- 2014年：《國際市場》飾演 千達九
- 2015年：《朝鮮名偵探2》飾演 韓西弼
- 2015年：《辣手警探》飾演  吳隊長
- 2015年：《暗殺》飾演 老頭
- 2015年：《Veteran》飾演 吳隊長
- 2015年：《假裝熱情》飾演 高局長
- 2016年：《大演員》
- 2016年：《國家代表2》飾演 姜大雄
- 2016年：《失控隧道》飾演 金泰京
- 2016年：《Master》飾演 黃明俊
- 2017年：《殺人者的記憶法》飾演 安所長
- 2017年：《1987：黎明到來的那一天》
- 2017年：《與神同行》飾演 判官
- 2018年：《朝鮮名偵探：吸血怪魔的秘密》
- 2018年：《控制》
- 2018年：《我想看看父母的臉》
- 2018年：《鄰家哥哥》

## 性侵丑闻
2018年2月27日，吴达洙在韩国某新闻节目中被话剧演员严某实名告发性侵。报道之后，吴达洙出演的电视剧《我的大叔》剧组立即表示：“吴达洙与制作组商议后决定退出剧组。”2月28日，演员吴达洙对性侵丑闻进行公开道歉。吳在《與神同行》客串飾演判官，續集《與神同行2》8月1日在韓上映，相關人士向《TV REPORT》表示，因吳達秀的戲份比首集少，片商「樂天娛樂」今決定刪光吳達秀的畫面，物色新的人選，與另名判官林元熙重拍部分片段。

## 外部連結
- NAVER